# Schmeiß’ die Mama aus dem Zug!
Schmeiß’ die Mama aus dem Zug! (Originaltitel: Throw Momma from the Train) ist eine US-amerikanische Filmkomödie aus dem Jahr 1987. Regie führte Danny DeVito, der auch eine Hauptrolle übernahm.
Die Handlung nimmt Bezug auf den Hitchcock-Film Der Fremde im Zug aus dem Jahr 1951.

## Handlung
Der bislang nur mäßig erfolgreiche Schriftsteller Larry Donner befindet sich in einer Schaffenskrise, seit seine Frau ihn verlassen, seinen letzten Roman unter ihrem eigenen Namen veröffentlicht und damit einen riesigen Erfolg gelandet hat. Um sein Einkommen aufzubessern, unterrichtet er in einem Kurs für Hobby-Autoren.
Einer seiner Schüler ist der etwas einfältige, übereifrige und sehr anhängliche Owen Lift. Owen wohnt noch bei seiner Mutter, die ihn terrorisiert. Oft stellt er sich vor, sie umzubringen, aber am Ende traut er sich jeweils nicht. So sucht er Zuflucht im Schreiben. Als Owen seinen Lehrer Larry um einen Rat für eine gute Geschichte bittet, rät dieser ihm, sich zur Anregung einen Film von Hitchcock anzusehen. Owen sieht sich also Der Fremde im Zug an und glaubt, Larry habe ihm damit eine versteckte Botschaft zukommen lassen wollen. In dem Film geht es darum, dass zwei Männer sozusagen zwei Morde austauschen, so dass zwischen ihnen und den entsprechenden Morden keinerlei Verbindung hergestellt werden kann und sie für „ihren“ Mord jeweils ein Alibi haben. Owen glaubt nun, Larry wolle ihn seine Frau umbringen lassen und dieser würde dafür dann seine Mutter umbringen.
Owen plant also den Mord an Larrys Ex-Frau Margaret. Diese verschwindet später während einer Kreuzfahrt spurlos, worauf Ermittlungen einsetzen. Owen geht zu Larry und fordert, dieser möge nun im Gegenzug seine Mutter töten, doch der ist entsetzt über das Missverständnis und kann nicht glauben, dass seine Ex-Frau tot sein soll. Weil er kein Alibi hat und der Hauptverdächtige sein würde, sucht er bei Owen Schutz vor der Polizei, die ihn zu seiner Ex-Frau befragen will, und die beiden freunden sich mit der Zeit an. Das führt schließlich so weit, dass Larry doch einwilligt, Owens Mutter zu töten, da er inzwischen genauso über sie entsetzt ist wie Owen selbst. Allerdings überlegt es sich Owen doch noch anders und er kann Larry von einem Mord abhalten.
Einige Monate später steht Larry kurz vor der Veröffentlichung eines neuen Romans, in dem er die Ereignisse rund um Owen und seine Mutter verarbeitet hat. Wie sich herausgestellt hat, ist seine Frau gar nicht tot, sie fiel nur versehentlich über Bord. Larry trifft Owen, der ihm erzählt, dass seine Mutter kurz zuvor eines natürlichen Todes gestorben ist. Owen hat seine Erlebnisse mit Larry ebenfalls in einem Buch verarbeitet, das bereits veröffentlicht wurde. Somit scheint Larry sich frustriert wieder in der gleichen Situation wie am Anfang des Films wiederzufinden. Owens Werk entpuppt sich jedoch als Bilderbuch für Kinder und stellt somit keine Konkurrenz für Larrys Roman dar. Trotz oder gerade wegen der Ereignisse bleiben Owen und Larry gute Freunde.

## Kritiken
- Roger Ebert schrieb in der Chicago Sun-Times vom 11. Dezember 1987, dass der Film sich überwiegend auf das Verhältnis von Larry und Owen konzentriere. Die Komödie sei nicht so witzig, wie sie sein könnte. Dies könne an überflüssigen Elementen der überladenen Handlung liegen. Die Mutter von Owen sei überzeichnet als Monstrum dargestellt. Bei einer komplexeren Beziehung von Owen zu seiner Mutter wären zusätzliche Gags möglich gewesen. Billy Crystal schöpfe zudem seine schauspielerischen Möglichkeiten nicht aus.[1]
- Rita Kempley bezeichnete den Film in der Washington Post vom 12. Dezember 1987 als „peinlich“ („embarrassing“).[2]
- Das Lexikon des internationalen Films findet den Film zwar „typgerecht“ besetzt, er leide aber mit zunehmender Dauer unter „Ideenmangel“.[3]

## Auszeichnungen
Anne Ramsey war 1988 in der Kategorie Beste Nebendarstellerin für einen Oscar nominiert. Sie gewann 1988 den Saturn Award und war zudem für einen Golden Globe nominiert.
Danny DeVito war für seine Darstellung für den Golden Globe nominiert. David Newman gewann 1988 den BMI Film Music Award.

## Hintergrund
Der Film wurde in Kalifornien und auf Hawaii gedreht. Er spielte in den US-Kinos insgesamt 57,9 Millionen US-Dollar ein.